# فندق الكتانين
فندق الكتانين والمعروف أيضًا باسم فندق جديد،  هو فندق التاريخي ( الخان أو نزل) في فاس البالي، المدينة القديمة في فاس، المغرب. وقد بُنيّ في أواخر القرن التاسع عشر من قبل الحاج حسين بناني، المسؤول عن شؤون الوقف في عهد مولاي الحسن (حكم 1873-1894). كان يُستخدم أساسًا كمسكن للتجار الذين يزورون المدينة. رُمِّمَ الفندق مؤخرًا ضمن برنامج كبير لإعادة تأهيل شمل أكثر من عشرين معلمًا تاريخيًا آخر في المدينة.